# Hinze
Hinze ist ein deutscher Familienname.

## Herkunft und Bedeutung
Hinze ist eine Variante des Namens Hinz.

## Namensträger

### Familienname
- Anneliese Hinze-Sokolowa (* vor 1960), deutsche Filmeditorin der DEFA
- Anneliese Hinze (Malerin) (* 1907), deutsche Malerin, Grafikerin und Kinderbuchillustratorin
- Bruno Hinze-Reinhold (1877–1964), deutscher Pianist und Hochschullehrer
- Carl Hinze (* 1999), deutscher Bahnradsportler
- Chris Hinze (* 1938), niederländischer Jazz-Flötist und Komponist
- Eduard Hinze (1898–1986), deutscher Generalarzt
- Emma Hinze (* 1997), deutsche Bahnradsportlerin
- Erwin Hinze (1909–1972), deutscher Politiker, Oberbürgermeister von Frankfurt (Oder) (1950–1955)
- Friedhelm Hinze (1931–2004), deutscher Slawist
- Friedrich Hinze (1804–1857), deutsch-russischer Mediziner und Dichter
- Gottfried Hinze (1873–1953), deutscher Fußball-Funktionär
- Gustav Hinze (1879–1973), deutscher Mikrobiologe und Biberforscher
- Heimbert Paul Friedrich Hinze (1771–1840), deutscher Schauspieler, Schriftsteller und Theaterdirektor
- Heinz Hinze (Schauspieler) (1905–1988), deutscher Schauspieler
- Heinz F. W. Hinze (1921–2012), deutscher Publizist
- Hugo Hinze (1839–1906), Offizier und Mitglied des Deutschen Reichstags
- Kerstin Hinze, deutsche Ruderin
- Kurt Hinze (* 1934), deutscher Biathlet und Biathlontrainer
- Laura Hinze (* 1997), deutsche Medizinerin
- Lothar Hinze (* 1937), deutscher Synchronsprecher
- Manfred Hinze (* 1933), deutscher Leichtathlet
- Marie Hinze (* 1999), deutsche Synchronsprecherin und Hörspielsprecherin
- Marty Hinze (* 1946), US-amerikanischer Automobilrennfahrer
- Matthias Hinze (1969–2007), deutscher Schauspieler und Synchronsprecher
- Melanie Hinze (* 1970), deutsche Synchronsprecherin
- Norbert Hinze (* 1942), deutscher Journalist
- Paul Hinze (Sänger) (1847–1905), deutscher Opernsänger (Bass)
- Paul Hinze (Politiker) (1889–nach 1936), deutscher Arzt und Politiker (NSDAP)
- Paul Hinze (Widerstandskämpfer) (1906–1945), deutscher Widerstandskämpfer
- Peter Hinze (* 1960), deutscher Kommunalpolitiker
- Petra Hinze (Schauspielerin) (* 1942), deutsche Schauspielerin
- Petra Hinze (Skilangläuferin) (* 1955), deutsche Skilangläuferin
- Reinhardt Hinze (* 1929), deutscher Landespolitiker (Hamburg) (SPD)
- Sebastian Hinze (* 1979), deutscher Handballspieler und Handballtrainer
- Vera Lebert-Hinze (* 1930), deutsche Lyrikerin
- Wilhelm Hinze (1813–1876), deutscher Opernsänger (Bassbariton), Theaterschauspieler und Geiger
- Wolfgang Hinze (Ingenieur) (1921–1988), deutscher Maschinenbauingenieur und Hochschullehrer
- Wolfgang Hinze (Schauspieler) (1935–2022), deutscher Schauspieler und Regisseur

### Fiktive Figuren
- Hinze, Name einer Märchenfigur, siehe Der gestiefelte Kater (Tieck)